# Liste medienrechtlicher Entscheidungen in Deutschland
Diese Seite bietet eine Liste über höchstrichterliche medienrechtliche Entscheidungen in Deutschland in chronologischer Folge.

## Entscheidungen vor 1970
- Lüth-Urteil BVerfGE 7, 198, Az. 1 BvR 400/51 (1958)
- Schmid-Spiegel-Urteil BVerfGE 12, 113
- 1. Rundfunk-Urteil Deutschland-Fernsehen-GmbH BVerfGE 12, 205–264 (1961)
- Spiegel-Urteil BVerfGE 20, 162
- Südkurier-Urteil BVerfGE 21, 271
- Blinkfüer-Entscheidung BVerfGE 25, 256
- Leipziger-Volkszeitung-Entscheidung BVerfGE 27, 71

## Entscheidungen 1970–1979
- Mephisto-Entscheidung BVerfGE 30, 173ff. (1971)
- 2. Rundfunk-Urteil Umsatzsteuer BVerfGE 31, 314 (1971)
- Strafgefangene BVerfGE 33, 1
- Zensur	BVerfGE 33, 52
- Soraya	BVerfGE 34, 269
- Lebach-Urteil BVerfGE 35, 202
- Deutschland-Magazin BVerfGE 42, 143
- Öffentlichkeitsarbeit (der Bundesregierung) BVerfGE 44, 125
- Wahlwerbesendungen BVerfGE 47, 198
- Kölner Volksblatt BVerfGE 50, 234
- Tendenzbetrieb BVerfGE 52, 283
- Kunstkritik BVerfGE 54, 129
- Eppler BVerfGE 54, 148
- Böll BVerfGE 54, 208

## Entscheidungen 1980–1989
- 3. Rundfunk-Urteil FRAG BVerfGE 57, 295 (1981)
- Pflichtexemplar BVerfGE 58, 137
- Freie Mitarbeiter BVerfGE 59, 231
- Rundfunkrat BVerfGE 60, 53
- Kredithaie BVerfGE 60, 234
- Wahlkampf / CSU: NPD Europas BVerfGE 61, 1
- Boykottaufruf BVerfGE 62, 230
- Gegendarstellung, Beschluss des Ersten Senats vom 8. Februar 1983, Az. 1 BvL 20/81 (BVerfGE 63, 131)[1]
- Springer / Wallraff BVerfGE 66, 116
- Anachronistischer Zug BVerfGE 67, 213
- Anti-Atomkraftplakette BVerfGE 71, 108
- 4. Rundfunk-Urteil Niedersachsen BVerfGE 73, 118 (1986)
- 5. Rundfunk-Urteil: Baden-Württemberg BVerfGE 74, 297 (1987)
- Strauß-Karikatur BVerfGE 75, 369
- Beschlagnahme von Filmmaterial BVerfGE 77, 65
- Pressegrosso-Urteil BVerfGE 77, 346
- Postzeitungsdienst BVerfGE 80, 124

## Entscheidungen 1990–1999
- Zwangsdemokrat, BVerfGE 82, 272 (zum Begriff der Schmähkritik)
- 6. Rundfunk-Urteil WDR, BVerfGE 83, 238 (1991)
- Josephine-Mutzenbacher-Urteil, BVerfGE 83, 130
- Bayer-Aktionäre, BVerfGE 85, 1
- Fragen, BVerfGE 85, 23
- TITANIC / „geb. Mörder, Krüppel“, BVerfGE 86, 1
- 7. Rundfunk-Urteil Hessen3, BVerfGE 87, 181 (1992)
- „Tanz der Teufel“, BVerfGE 87, 209
- Konkurs von Rundfunkanstalten, BVerfGE 89, 144
- Jugendgefährdende Schriften, BVerfGE 90, 1
- Auschwitzlüge, BVerfGE 90, 241
- Parabolantenne I, BVerfGE 90, 27
- 8. Rundfunk-Urteil Rundfunkgebühr, BVerfGE 90, 60 (1994)
- Fernsehaufnahmen im Gerichtssaal, BVerfGE 91, 125
- 9. Rundfunk-Urteil, BVerfGE 92, 203 EG-Fernsehrichtlinie (1995)
- Parabolantenne II, BVerfGE 92, 126
- Soldaten-sind-Mörder-Urteil, BVerfGE 93, 266
- Werkszeitungen, BVerfGE 95, 28
- Warnhinweise für Tabakerzeugnisse, BVerfGE 95, 173
- Aufzeichnungspflicht, BVerfGE 95, 220
- Saarländisches Pressegesetz, BVerfGE 97, 157
- Stern, BVerfG, 1 BvR 765/97
- Gerichtsfernsehen I-Urteil, BVerfG 1 BvQ 17/00
- Gerichtsfernsehen II-Urteil, BVerfG 103, 44
- 10. Rundfunk-Urteil Kurzberichterstattung, BVerfGE 97, 228 (1998)
- 11. Rundfunk-Urteil, Extra Radio Hof, BVerfGE 97, 298 (1998)
- Haftung für Links, LG Hamburg, 312 O 85/98 (12. Mai 1998)
- Stadtplanwerk, BGH, I ZR 81/96 (28. Mai 1998)
- Haftung für Werbeanzeigen, BGH I ZR 120/96 (15. Oktober 1998)
- Caroline-von-Monaco-Urteil I, BVerfG, 1 BvR 1861/93, BVerfGE (??), 1864/96, 2073/97 (1998)
- Focus, BVerfG, 1 BvR 1435/98
- Nutzungsrechte an Fotografien, OLG Hamburg, 3 U 212/97 (5. November 1998)
- Elektronische Pressearchive, BGH, I ZR 100/96 (10. Dezember 1998)

## Entscheidungen 2000–2009
- Caroline-von-Monaco-Urteil II, BVerfGE 101, 361
- Persönlichkeitsschutz von Kindern, BVerfG, 1 BvR 1454/97
- Benetton-Entscheidungen: Kinderarbeit, ölverschmutzte Ente, HIV-Positive I und II –– BVerfGE 102, 347
- Bildberichterstattung, BVerfG, 1 BvR 758/97
- Pressefahrten, BVerwGE 47, 247
- Schöner-Wetten-Urteil, BGH (2004)
- Ricardo-Urteil, BGHZ 158, 236–253
- Junge-Freiheit-Urteil, BVerfG, 1 BvR 1072/01 (24. Mai 2005)
- 12. Rundfunk-Urteil, BVerfG, Az. 1 BvR 2270/05 (11. September 2007)
- 13. Rundfunk-Urteil, BVerfG, Az. 2 BvF 4/03 (12. März 2008)